# Cercle sportif Villefranche-sur-Saône rugby
Maillots
Actualités
Le Cercle sportif de Villefranche-sur-Saône est un club français de rugby à XV basé à Villefranche-sur-Saône (Rhône). Il évolue pour la saison 2023-2024 en Fédérale 1.

## Historique
L’histoire du club a commencé le dimanche 20 septembre 1908, par une réunion au Café Jarlat, place du Promenoir, à Villefranche-sur-saône, d’une vingtaine de jeunes gens ayant pratiqué le rugby au collège Claude-Bernard, qui décidait la création d’une équipe de football-rugby.
Tous ceux qui désiraient faire partie de cette formation étaient conviés à une nouvelle réunion le 27 septembre.
Une assemblée générale convoquée le 6 novembre 1908 entérina la création de la société, affiliée à l’USFSA, permettant la pratique - en tant que club omnisports - du rugby, de l’athlétisme, de la culture physique, puis plus tard de la boxe, des poids et haltères, du football et du tennis.
Ce n’est que bien plus tard, le 28 décembre 1912, que les statuts de l’association allait être déposés à la Sous-Préfecture.
Au fil de sa longue histoire, le CSV a connu des hauts et des bas, se séparant, au fil des années, des autres activités, ne gardant que le rugby qui était son principal objet.
L’équipe fanion a évolué au niveau régional puis national, accédant même, lors de la saison 1983-1984, au groupe B de la 1re division d’alors, côtoyant ainsi dans sa poule le Racing Club de France des Rives, Paparemborde ou Blanc. C’est le niveau le plus élevé jamais atteint par le club.
Depuis, le CSV a évolué dans les trois divisions du championnat de France amateur, atteignant même la Fédérale 1 lors de la saison 2003-2004.
Depuis l’année 2013, le club s'était installé en Fédérale 2, avec des hauts et des bas, avant de vivre une saison sportive très aboutie en 2018-2019, qui l'a emmené jusqu'en quart-de-finale du championnat de France, synonyme de montée en Fédérale 1.

Au cours de toutes ces années, le CSV n’a cessé d’être un club formateur, récompensé par différents titres ou accessits au niveau juniors, cadets, minimes ou école de rugby.
- saison 1983-1984 en groupe B de 1re division.
- saison 2003-2004 en Fédérale 1.
- saison 2013-2014 en Fédérale 2.
- saison 2014-2015 en Fédérale 2.
- saison 2015-2016 en Fédérale 2.
- saison 2016-2017 en Fédérale 2, 10e et dernier de la poule 3 il est toutefois maintenu. Il compte alors 520 licenciés, dirigeants inclus.
- saison 2017-2018 en Fédérale 2, éliminé en seizièmes de finale.
- saison 2018-2019 en Fédérale 2, battu en quarts de finale, il accède à la Fédérale 1.
- saison 2019-2020 en Fédérale 1.

## Palmarès

### Équipes seniors
| Compétitions |
| --- |
| Championnat de France Honneur (2e division) - Champion (1) : 1932 - Finaliste (1) : 1936 - Demi-finaliste (1) : 1934 Championnat de France Honneur - Finaliste (1) : 1951 Championnat de France de Fédérale 2 - Finaliste (1) : 2003 Championnat de France de Fédérale 3 - Finaliste (1) : 2000 |

### Équipes jeunes
| Compétitions |
| --- |
| Championnat de France juniors Balandrade - Finaliste (2) : 1994, 2006 Championnat de France cadets Teulière - Finaliste (1) : 2014 Champion du Lyonnais minimes - Champion (4) : 1982, 1989, 1991, 1992 |

## Organigramme du club
- Président : Frédéric Miguet
- Vice-Président sportif : Stéphane Narmand
- Vice-Président Intendance, Relation FFR : Jean-Luc Papillon
- Trésorier : Georges Lecuyer
- Secrétaire Général : Fabrice Petit
- Comptabilité-Finances : Benoît Forest
- Volet social : Myriam Hertzog
- Commission sportive : Stéphane Narmand - Patrice Bouillot - Yann Dubost - Alain Husson
- Commission partenariat : Patrick Richiero - Pascal Renaud
- Commission communication - informatique : Fabrice Petit - Jacques Decote - Roland Genet
- Référent école de rugby : Christophe Surieux
- Référent cadet - juniors : Jacques Decote
- Référent scolaire : Roland Genet
- Référent emploi : Yann Dubost

## Personnalités du club

### Joueurs internationaux
- Olivier Joly (France militaire, France B)
- Jean-Michel Mauron (France militaire, France B)
- Alexandre Péclier
- Alexandre Dumoulin
- Dorian Seve (France -21, France U)
- Maxime Fray (France U) Albi - La Rochelle
- Alexandre Derrien (France -20)
- Etueni Siua ( Tonga)
- Hemani Paea ( Tonga)
- Mihai Bucos
- Ion Marica
- Luiz Gustavo Vieira[2]
- Lucas Abud[2]
- Rafael Morales[2]

### Encadrement

#### Collectif Fédérale 1
- Entraîneur : Bertrand Nogier - Laurent Pakihivatau
- Responsable sportif : Nicolas Leroy
- Préparateur physique : Jérôme Chatelard
- Ostéopathe : Mayeul Peyron
- Dirigeant : Fabrice Petit - Pascal Geoffray

#### Collectif Espoirs Fédéraux
- Entraîneur : Jacques Bitter - Franck Derrien
- Préparateur physique : Etienne Engelbach
- Dirigeant/e : Myriam Hertzog - Frédéric Hertzog

#### Collectif Juniors
- Entraîneur : Sébastien Bouillot - Patrick Tobelem - Bruno Baumer
- Préparateur physique : Etienne Engelbach
- Dirigeant/e : Jacques Decote - Stéphane Champenois - Gwenaëlle Bruyère

#### Collectif Cadets
- Entraîneur : Pierre-Henri Chalandard - David Baligand - Stéphane Ballandras
- Préparateur physique : Etienne Engelbach
- Dirigeant/e : Nathalie Depay - Jacques Gaultier - Isabelle Rougis - Romuald Pacoutet

## Infrastructures
Ouvert depuis le 1er septembre 2007, le complexe de l'Escale est situé à la sortie d'Arnas, en direction du Beaujolais, le long de la RD 43.
Il s'étend sur 16 hectares et dispose de nombreux équipements tournés vers le rugby :
- un terrain d'honneur avec une tribune de 1 500 places assises et 2 500 places debout (autour du terrain)
- trois terrains d'entraînement, dont un synthétique
- un parking de 400 places pour le public
- cinq places pour les cars

Sous la tribune, on retrouve de nombreux espaces dédiés aux sportifs :
- des vestiaires pour les joueurs (surface totale de 188 m2)
- des vestiaires arbitres
- une salle de musculation (100 m2)
- des salles annexes (infirmerie, salle de soins...)

Un club house permet de recevoir partenaires, équipes et supporters et offre une vue sur le terrain d'honneur depuis la terrasse. Au rez-de-chaussée, on retrouve les bureaux du CSV.